# Alekszandr Mihajlovics Romanov orosz nagyherceg

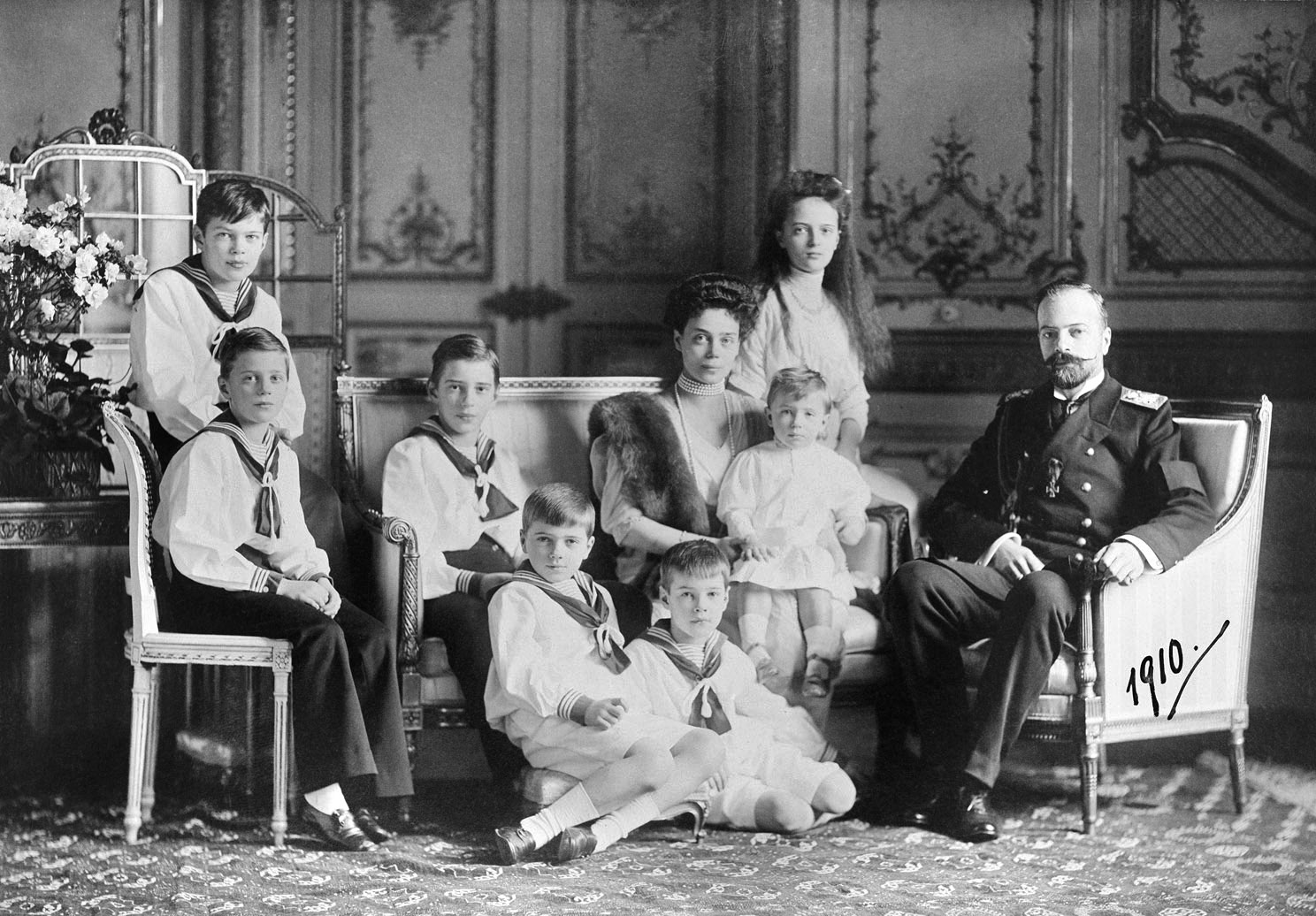
Alekszandr nagyherceg családja körében: balra hátul Fjodor, előtte Andrej, mellettük Nyikita, előtte egymás mellett Dmitrij és Rosztyiszlav hercegek, mellettük anyjuk, Kszenyija, ölében Vaszilij, hátul pedig Irina hercegnő

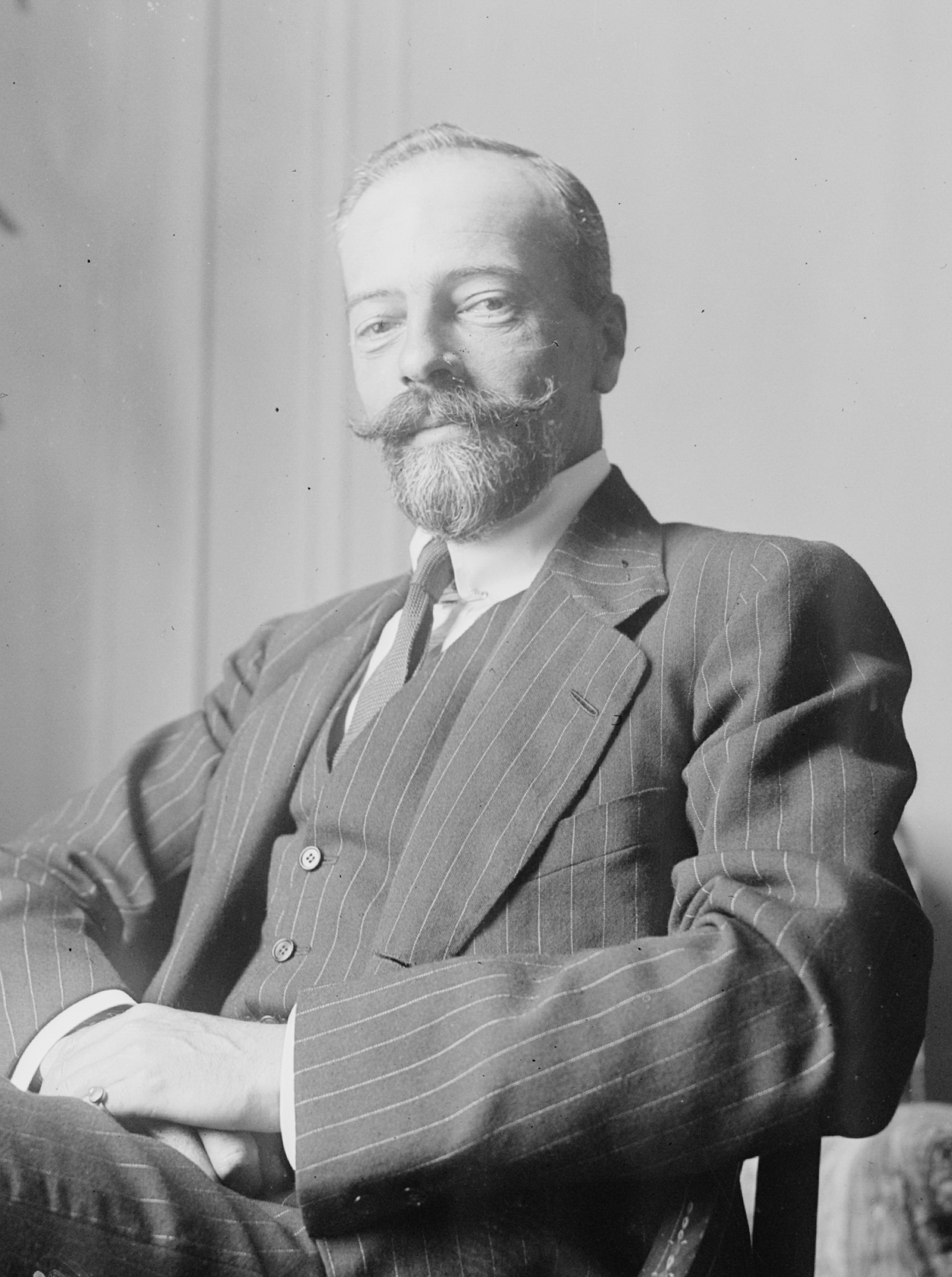
A nagyherceg 1915 körül

Alekszandr Mihajlovics Romanov (oroszul: Александр Михайлович Романов; Tbiliszi, 1866. április 13. – Roquebrune-Cap-Martin, 1933. február 26.), a Holstein–Gottorp–Romanov-házból származó orosz nagyherceg, az Orosz Cári Haditengerészet tisztje.

## Élete

### Származása és ifjúkora
Alekszandr Mihajlovics nagyherceg 1866-ban született grúz földön Mihail Nyikolajevics nagyherceg – és Cecília badeni hercegnő, azaz Olga Fjodorovna nagyhercegné ötödik gyermekeként. A nagyherceg és testvérei a grúz fővárosban, Tifliszben nőttek fel, mivel édesapjuk 1862 és 1882 között a Kaukázus alkirálya volt. Alekszandr nagyherceget a családban Szandrónak, a Sándor grúz névváltozatán szólították.
Édesanyja, Olga Fjodorovna nagyhercegné spártai szigoráról volt nevezetes a családi körökben. Kisgyermekként a nagyherceg szoros barátságot kötött Dmitrij Konsztantyinovics, Pavel Alekszandrovics és Pjotr Nyikolajevics nagyhercegekkel, illetve közel állt fivéréhez, Georgij Mihajlovicshoz. Alekszandr Mihajlovicsnak édesapja katonai pályát szánt ugyan, ám a szülők mégsem örültek, mikor fiuk a haditengerészetet választotta. „Annyira vidám voltam, mint egy rab, aki a szabadulásának reggelére ébredt” – emlékezett meg a nagyherceg arról a napról, amelyen elhagyta a családi otthont, hogy csatlakozhasson a tengerészethez.
A nagyherceg a balti-tengeri flottánál teljesített szolgálatot. Látogatást tett Japánban, és beutazta a Brazil Császárságot. 1895-től kezdve ideiglenesen visszavonult az aktív szolgálattól, és részt vett unokatestvére, II. Miklós cár programjában, mely a csendes-óceáni flotta megerősítését célozta. 1898-ban tért vissza a haditengerészethez, hogy folytassa munkáját.
Alekszandr Mihajlovics kezdetben szoros, bensőséges kapcsolatot ápolt a cárral, azonban idővel túlságosan élesen kritizálta a kormány munkáját és saját családtagjait. A cári udvarban egy idő után nemkívánatos személlyé vált, emiatt 1906-tól fogva igyekezett minél több időt tölteni Oroszországon kívül, főleg a francia Riviérán.

### Házassága és gyermekei
Alekszandr Mihajlovics és Kszenyija Alekszandrovna nagyhercegnő az 1880-as években kerültek egymással közelebbi kapcsolatba. A kettejük között lévő kilenc évnyi korkülönbség ellenére baráti viszonyba kerültek, majd felnőtté válásukkal párhuzamosan érzelmeik elmélyültek. Kszenyija nagyhercegnő szülei, III. Sándor cár és Marija Fjodorovna cárné ellenezték házassági terveiket, részben mert az ortodox egyház nem engedélyezi a rokonok közötti házasságot, részben mert „bizonytalanok voltak Alekszandr jellemét illetően”.
Az uralkodó végül mégis engedélyt adott az esküvőre, eljegyzésüket 1894 januárjában hozták nyilvánosságra. A ceremónia Peterhofban, 1894. augusztus 6-án zajlott le. Frigyükből hét gyermek származott, ennek ellenére a pár kapcsolata hamar megromlott. A másik hallgatólagos beleegyezésével mindketten szeretőt tartottak; Alekszandr nagyherceg esetében ez egy „Marija Ivanovna” néven ismertté vált hölgy volt.
Alekszandr Mihajlovics és Kszenyija Alekszandrovna hét gyermeke között mindössze egyetlen leány volt:
- Irina Alekszandrovna hercegnő (1895–1970), házassága révén Juszupova hercegné és Szumarokova-Elsztona grófné
- Andrej Alekszandrovics herceg (1897–1981), kétszer nősült
- Fjodor Alekszandrovics herceg (1898–1968), feleségül vette rokonát, Irina Pavlovna Palej hercegnőt
- Nyikita Alekszandrovics herceg (1900–1974), nőül vette Marija Illarionovna Voroncova-Daskova grófnőt
- Dmitrij Alekszandrovics herceg (1901–1980), első felesége Marija Szergejevna Golenyiscseva-Kutuzova grófnő, második felesége Shelia Chisolm
- Rosztyiszlav Alekszandrovics herceg (1902–1978), háromszor házasodott
- Vaszilij Alekszandrovics herceg (1907–1989), felesége Natalja Alekszandrovna Golicina hercegnő.

Alekszandr Mihajlovics egyetlen gyermeke sem viselte a hagyományosan a cári család tagjainak kijáró nagyhercegi címet. A família gyarapodása folytán ugyanis III. Sándor cár úgy törvénykezett, hogy a nagyhercegi rang csak annak a családtagnak jár, akinek apai ágról a nagyapja a cári méltóságot viselte. Így hiába volt Alekszandr nagyherceg gyermekeinek anyja egy cár leánya, mivel Alekszandr Mihajlovics nagyapja nem volt cár, utódai mind hercegi címet viselte. Ez egyébként az alacsonyabb rang mellett jelentősen kisebb jövedelemmel járt együtt.

### Száműzetésben
A nagyherceg az első világháborúban megszervezte a hadsereg légierőjét. A bolsevikok hatalomátvétele után családjával a Krímbe menekült, ahol a Romanov-ház több tagja is gyülekezett. 1918-ban a félszigetre egy brit tengeri különítmény érkezett, mely felajánlotta a családtagok biztonságba helyezését. Alekszandr nagyherceg és legidősebb fia, Andrej herceg élt a lehetőséggel, és elhagyták Oroszországot. Kszenyija nagyhercegnő és gyermekei, valamint a többi családtag 1919-ben, a HMS Marlborough fedélzetén menekültek el a bolsevikok elől. Párizsba emigrált, ahol a Romanov-ház képviselőjeként részt vett az 1919-es párizsi békekonferencián. Később több időt töltött Etiópiában – Hailé Szelasszié etióp szultán vendégeként. Felesége mindeközben Londonban élt a gyermekeikkel. Emlékiratait két könyvben örökítette meg: az első az Egykoron nagyhercegként, ennek folytatása pedig az Örökké nagyhercegként. „A színes, igényes kivitelű könyvet a kiadó igényeinek megfelelően dolgozták ki, és érdekes történetet mesél az amerikai olvasóközönségnek, ám tele van pontatlansággal. A cári család néhány tagja ellen intézett heves kirohanásai képezték a későbbi kritikák alapját.”
A nagyherceg 1933. február 26-án hunyt el francia földön; felesége és gyermekei részt vettek temetésén. Roquebrune-ban, abban a városban temették el, ahol meghalt. Később Kszenyija Alekszandrovna nagyhercegnőt az oldalára helyezték örök nyugalomra.